# Mizunaga Shoma
Shoma Mizunaga (sinh ngày 22 tháng 5 năm 1985) là một cầu thủ bóng đá người Nhật Bản.

## Sự nghiệp câu lạc bộ
Shoma Mizunaga đã từng chơi cho Honda Lock, V-Varen Nagasaki và Zweigen Kanazawa.